# Hanja Maij-Weggen
Johanna Rika Hermanna (Hanja) Maij-Weggen (ur. 29 grudnia 1943 w Klazienaveen w Drenthe) – holenderska polityk, urzędnik państwowy, była minister transportu, deputowana do Parlamentu Europejskiego I, II, III, IV i V kadencji.

## Życiorys
Na początku lat 60. odbyła szkolenie pielęgniarskie. Później do 1970 studiowała pedagogikę na Uniwersytecie Amsterdamskim. Do 1977 pracowała jako wykładowczyni w szkołach zawodowych, później przez rok była członkinią delegacji rządowej przy ONZ. Zaangażowała się w działalność centroprawicowego Apelu Chrześcijańsko-Demokratycznego.
W 1979, 1984 i 1989 była wybierana do Parlamentu Europejskiego I, II i III kadencji. Z mandatu zrezygnowała tuż po trzecich wyborach w związku z objęciem stanowiska rządowego. Została wówczas powołana na urząd ministra transportu, telekomunikacji, łączności i zarządzania zasobami wodnymi w gabinecie Ruuda Lubbersa. Powróciła do PE IV kadencji w 1994, a pięć lat później uzyskała reelekcję na V kadencję. W PE zasiadała w grupie chadeckiej (w tym w latach 1987–1989 jako jej wiceprzewodnicząca). Pracowała m.in. w Komisji Spraw Konstytucyjnych. Reprezentowała Europarlament w Konwencie Europejskim. Z PE odeszła w trakcie kadencji w związku z objęciem (1 października 2003) urzędu królewskiego komisarza w Brabancji Północnej, który sprawowała do 1 października 2009.
Matka polityk Marit Maij.